# China in Her Eyes
China in Her Eyes – singel zapowiadający dziewiąty album niemieckiego zespołu Modern Talking, Year of the Dragon. Singel został wydany 31 stycznia 2000 roku przez firmę BMG.
Wydawnictwo zawiera cztery utwory:
- Dwie wersje rapowe utworu (wykonuje je Eric Singleton)
- Wokalną wersję (w całości wykonuje zespół Modern Talking)
- Remiks utworu.

## Lista utworów
CD-Maxi Hansa 74321 72297 2 (BMG) / EAN 0743217229726 31.01.2000
| Nr | Tytuł                                                             | Długość |
| -- | ----------------------------------------------------------------- | ------- |
| 1. | China in Her Eyes (Video Version) (feat. Eric Singleton)          | 3:09    |
| 2. | China in Her Eyes (Vocal Version)                                 | 3:46    |
| 3. | China in Her Eyes (Extended Video Version) (feat. Eric Singleton) | 4:50    |
| 4. | China in Her Eyes (Remix)                                         | 4:24    |

## Lista przebojów (2000)
| Państwo    | Najwyższe miejsce |
| ---------- | ----------------- |
| Niemcy     | 8                 |
| Grecja     | 24                |
| Austria    | 22                |
| Hiszpania  | 6                 |
| Mołdawia   | 1                 |
| Węgry      | 7                 |
| Łotwa      | 9                 |
| Liban      | 15                |
| Szwecja    | 26                |
| Szwajcaria | 20                |
| Estonia    | 3                 |

## Autorzy
- Muzyka: Dieter Bohlen
- Autor tekstów: Dieter Bohlen
- Wokalista: Thomas Anders
- Raper: Eric Singleton
- Producent: Dieter Bohlen
- Aranżacja: Dieter Bohlen
- Współproducent: Luis Rodriguez